# Lisa Westerhof
Lisa Laetitia Westerhof (De Bilt, 2 de novembro de 1981) é uma velejadora holandesa.

## Carreira
É medalhista olímpica nos jogos de Londres 2012, com a medalha de bronze na classe 470. Ela é bi-campeã mundial em sua classe.